# Kim Hak-beom
Kim Hak-beom (* 1. März 1960) ist ein ehemaliger südkoreanischer Fußballspieler, der zuletzt bei Kookmin Bank FC spielte. Er stand zuletzt bei Gwangju FC als Vereins-Trainer unter Vertrag. Zurzeit betreut er die Südkoreanische U-23 Nationalmannschaft.

## Karriere als Spieler

### Fußball-Karriere in Südkorea
Hak-beom wurde mit 20 Jahren bei Kookmin Bank FC unter Vertrag genommen. Bis 1982 spielte sein Verein im Amateurfußball. Als 1983 die K League gegründet wurde, wurde sein Verein in der K League mit aufgenommen. Über seine Karriere dort ist wenig bekannt. Er blieb den Verein seine Karriere lang treu und wechselte nie. Er wechselte auch nicht,l als der Verein sich aus der K League zurückzog. 1992 beendete er seine Karriere bei Kookmin Bank FC.

## Karriere als Trainer
Nach seiner Karriere als Spieler wurde er Co-Trainer bei Kookmin Bank FC. Dort blieb er bis zur Vereinsauflösung im Jahr 1997. 1996 hatte er eine Doppelfunktion: Zum einen war er Co-Trainer von Kookmin Bank FC, zum anderen war er Co-Trainer der südkoreanischen U-23-Nationalmannschaft. Er war allerdings nur 1996 dort Co-Trainer. Zur Saison 1998 wurde er als neuer Co-Trainer von Seongnam Ilhwa Chunma FC, den heutigen Seongnam FC Co-Trainer. Nachdem Seongnam 2004 auf einen 9. Platz die Saison abschloss, beschloss man, den alten Trainer durch seinen Co-Trainer zu ersetzen. Er war dann vier Jahre von 2004 bis 2008 Trainer von Seongnam Ilhwa Chunma FC. Mit Seongnam Ilhwa Chunma FC konnte er 2006 seinen ersten Meisterschaftstitel feiern. Es war zugleich für den Verein auch der letzte Titel gewesen in der K League. Ende der Saison 2008 war dann Schluss für ihn. Nachdem der Verein in den Meisterschaftsrunden gegen Jeonbuk Hyundai Motors in der ersten Runde ausgeschieden war, wurde er entlassen. 2010 gab der Verein Henan Construction bekannt, ihn als Trainer verpflichtet zu haben. Lange blieb er dort nicht. Ende 2011 verließ er den chinesischen Verein wieder. 2012 ging er zu Gangwon FC. 2012 konnte er den Verein mit vier Punkten Vorsprung auf den Relegationsplatz retten. 2013 konnte er den Abstieg des Vereins nicht verhindern. In der Relegation verlor sein Team im Hinspiel mit 1:4 gegen Sangju Sangmu FC. Zwar konnte das Rückspiel mit 1:0 gewonnen werden, dennoch mussten sie in die K League Challenge absteigen. Nachdem der Abstieg feststand, wurde er entlassen. Zwei Jahre später kehrte er in die K League Classic wieder zurück. Nach 6 Jahren kehrte er zu Seongnam FC wieder zurück. Mit Seongnam FC konnte er den Korean FA Cup 2014 gewinnen. Nach zwei Jahren war allerdings wieder Schluss für ihn. Nachdem der Verein die Meisterschaftsrunde in der K League Classic 2016 nicht erreicht hatte und sein Team in der Abstiegsrunde keine Punkte gesammelt hatte und somit in den Abstiegskampf geraten war, wurde er entlassen.

## Erfolge
- 1× K League Meisterschaft 2006
- 1× Korean-FA-Cup-Gewinner 2014